# Fritz Linner
Fritz Linner (* 16. September 1952 in Bruck an der Mur) ist ein österreichischer Rundfunkmoderator.

## Leben und Wirken
Fritz Linner wurde am 16. September 1952 in Bruck an der Mur geboren und erhielt hier auch seine Schulbildung. Bereits in seine Jugend war er als Fußballspieler aktiv und trat jahrelang für seinen Heimatverein, den SC Bruck/Mur, sowohl in der Landes-, als auch in der damaligen B-Liga in Erscheinung. Des Weiteren war er bereits in jungen Jahren als DJ tätig und kam Ende der 1960er Jahre zum noch jungen Radiosender Ö3, bei dem er allerdings nur zu Kurzeinsätzen kam. In weiterer Folge war Linner langjähriger Hallensprecher des lokalen Handballvereins, dem HC Bruck. Durch Josef „Joe“ Horn, einem ehemaligen Brucker Handball- und Volleyballspieler, der mittlerweile die Leitung der Brucker Handballer innehatte, kam Linner im Jahre 1995 in Kontakt mit dem eben erst gegründeten Privatradiosender Antenne Steiermark. Nach seiner dortigen Anstellung war er von 1995 bis 1998 als Sportchef und Moderator tätig, ehe er zurück in seine Heimatstadt wechselte und als Programm- und Musikchef bei MM 89,6 – Das Musikradio, dem Musiksender des Mur- und Mürztales, einstieg. Beim Sender, der sich auf einen Musikmix der 1960er- bis 1980er-Jahre spezialisiert hatte, war er bis zum Sendeschluss im Jahre 2010 tätig.
Nebenbei bzw. nach dem Sendeschluss von 89.6 trat Linner als Chefredakteur, Moderator und Reporter des Lokalsenders Radio Eins in Erscheinung. Neben weiteren Tätigkeiten beim lokalen Privatfernsehsender Mema TV trat er nach dem Ende von 89.6 auch wieder sporadisch als Reporter bei Antenne Steiermark in Erscheinung. Seit Oktober 2016 ist er jeden Freitag zwischen 18 und 19 Uhr mit Musik der 1960er, 1970er und 1980er auf Radio Grün-Weiß zu hören, wobei er oftmals auch Studiogäste in seine Sendung eingeladen hat. Bald darauf wurde das Programm abgeändert, sodass er jeden Freitag von 19 bis 20 Uhr mit seiner Sendung Kulthits zu hören ist; außerdem wirkt er sonntags von 15 bis 16 Uhr mit besagter Sendung am Programm des Radiosenders mit. Vor allem in seiner Heimatregion führt Linner des Öfteren auch als Moderator durch öffentliche Veranstaltungen wie Bürgerforen, Firmenfeiern und dergleichen. Bei einem Großteil seiner Engagements arbeitete er unter bzw. mit seinem gleichaltrigen Jugendfreund Bruno Rabl. Bei der Union Leoben, dem Leobener Handballverein, fungierte er zudem einige Jahre lang als Pressesprecher.
Linner lebt mit seiner Ehefrau Isolde in Bruck an der Mur.